# 玖村站
玖村站（日语：／ Kumura eki */?）是位於廣島縣廣島市安佐北區，屬於西日本旅客鐵道（JR西日本）的藝備線車站。

## 歷史
- 1916年（大正5年）4月15日 - 藝備鐵道（日语：芸備鉄道）開設此停留場[1]。
- 1937年（昭和12年）7月1日 - 藝備鐵道被國有化，備中神代站至廣島站之間成為藝備線。此站成為藝備線車站。
- 1948年（昭和23年）5月10日 - 開始小行李起卸業務[2]。
- 1971年（昭和46年）12月10日 - 成為無人車站[3]。
- 1980年（昭和55年）3月18日 - 為了消除平交道，路線和車站大樓遷移至太田川堤下。
- 1987年（昭和62年）4月1日 - 伴隨國鐵分割民營化，車站由西日本旅客鐵道（JR西日本）營運。
- 2007年（平成19年）
  - 7月5日 - 設置ICOCA等IC卡簡易型自動閘機設置。
  - 9月1日 - 此站可以使用IC卡「ICOCA」。

## 車站構造
本站是地面車站，設有1面1線的單式月台。往廣島方向的列車會開啟左邊車門。此站的站房為一座預製的藤製屋頂建築，並坐落於太田川堤壩下。
此站為簡易委託車站，站前的超級市場曾可購買車票。隨後站內加設自動售票機。此站是由廣島站管理的無人車站，在JR特定都區市內制度中屬於「廣島市內」的車站。本站可以使用ICOCA。

## 使用狀況
根據「廣島市統計書」和「廣島市勢要覧」，以下為使用人次。
| 年度               | 1日平均 乘車人次 | 1年總 乘車人次 | 定期票 人次 | 普通票 人次 |
| ------------------ | ---------------- | -------------- | ----------- | ----------- |
| 1968年（昭和43年） | 238.8            | 174,295        | 135,278     | 39,017      |
| 1969年（昭和44年） | 231.8            | 169,225        | 131,030     | 38,225      |
| 1970年（昭和45年） | 218.0            | 159,122        | 121,426     | 37,696      |
| 1971年（昭和46年） | 205.0            | 150,041        | 113,484     | 36,557      |
| 1972年（昭和47年） | 180.4            | 131,663        | 101,550     | 30,113      |
| 1973年（昭和48年） | 175.9            | 128,402        | 94,552      | 33,850      |
| 1974年（昭和49年） | 195.8            | 142,922        | 101,914     | 41,008      |
| 1975年（昭和50年） | 275.1            | 201,361        | 130,520     | 70,841      |
| 1976年（昭和51年） | 458.1            | 334,408        | 203,512     | 130,896     |
| 1977年（昭和52年） | 599.5            | 437,617        | 301,018     | 136,599     |
| 1978年（昭和53年） | 645.3            | 471,049        | 349,108     | 121,941     |

| 年度                | 1日平均 乘車人次 |
| ------------------- | ---------------- |
| 1979年（昭和54年）  | 695              |
| 1980年（昭和55年）  | 628              |
| 1981年（昭和56年）  | 591              |
| 1982年（昭和57年）  | 528              |
| 1983年（昭和58年）  | 557              |
| 1984年（昭和59年）  | 608              |
| 1985年（昭和60年）  | 627              |
| 1986年（昭和61年）  | 673              |
| 1987年（昭和62年）  | 677              |
| 1988年（昭和63年）  | 758              |
| 1989年（平成 元年） | 767              |
| 1990年（平成02年）  | 839              |
| 1991年（平成03年）  | 884              |
| 1992年（平成04年）  | 889              |
| 1993年（平成05年）  | 910              |
| 1994年（平成06年）  | 912              |
| 1995年（平成07年）  | 919              |
| 1996年（平成08年）  | 913              |
| 1997年（平成09年）  | 899              |
| 1998年（平成10年）  | 934              |
| 1999年（平成11年）  | 970              |
| 2000年（平成12年）  | 924              |
| 2001年（平成13年）  | 957              |
| 2002年（平成14年）  | 928              |
| 2003年（平成15年）  | 915              |
| 2004年（平成16年）  | 922              |
| 2005年（平成17年）  | 868              |
| 2006年（平成18年）  | 840              |
| 2007年（平成19年）  | 902              |
| 2008年（平成20年）  | 981              |
| 2009年（平成21年）  | 984              |
| 2010年（平成22年）  | 979              |
| 2011年（平成23年）  | 993              |
| 2012年（平成24年）  | 1,016            |
| 2013年（平成25年）  | 1,067            |
| 2014年（平成26年）  | 1,033            |
| 2015年（平成27年）  | 1,110            |
| 2016年（平成28年）  | 1,149            |
| 2017年（平成29年）  | 1,116            |
| 2018年（平成30年）  | 1,027            |

乘車人次圖表

## 車站周邊
- 高陽新城（日语：高陽ニュータウン）
- 專下山公園
- 廣島縣立高陽高等學校（日语：広島県立高陽高等学校）
- 廣島高陽金平郵局
- 廣島市立落合東小學
- 太田川 - 高瀨大橋（高瀬堰）
- 廣交觀光（日语：広交観光）落合營業所

位於太田川對面岸
- 廣島市立八木小學
- 廣島市立城山北中學
- 八木郵局
- 廣島市立梅林小學
- 國道54號（日语：国道54号）
- 西日本旅客鐵道（JR西日本）可部線 - 上八木站、梅林站（以西1.5公里）

## 巴士路線
- 廣島巴士（日语：広島バス）
  - 前往高陽B團地（玖村車廠方向）
  - 經不動院、牛田、基町　經廣島巴士中心（日语：広島バスセンター）前往廣島站
- 廣交觀光（日语：広交観光）
  - 經地區中心（Fuji GRAND高陽）、高陽C團地、上深川　前往井原市
- 廣島交通（日语：広島交通）
  - 經中綠井　前往毘沙門台（日语：毘沙門台）
  - 經地區中心（Fuji GRAND高陽）　前往高陽C團地
- 中國JR巴士

## 相鄰車站
西日本旅客鐵道（JR西日本）
 藝備線
■快速「三次快車」、■普通
下深川（JR-P06）－玖村（JR-P05）－安藝矢口（JR-P04）

## 注腳
1. ↑  「軽便鉄道停留場設置」『官報』1916年4月20日（國立國會圖書館數碼化資料）
2. ↑  「運輸省告示第143号」『官報』1948年5月07日（國立國會圖書館數碼化收藏）
3. ↑  「戸坂など七駅を無人化」『中國新聞』昭和46年10月23日広島版 8面

## 外部連結
- 玖村｜車站資訊：JR出門網 - 西日本旅客鐵道（日語）